# Енергийна криза в Централна Азия (2008)
Енергийната криза в Централна Азия през 2008 година е продължаващо бедствие на недостиг на електричество в Централна Азия, което се комбинира със суровото зимно време (най-тежката зима от 50 години насам) и високите цени на храните и горивото.
Ненормално студената зима увеличава нуждата от електричество и повишава ефекта от кризата. Положението е най-лошо в Таджикистан. Помощ в размер на 25 млн. долара е изпратена на правителството от ООН, Червеният кръст и от различни НПО. Според изчисления на ООН около 2 млн. души са застрашени от глад до края на зимата.

## Таджикистан
Таджикистан произвежда най-много водноелектрическа енергия в региона, но през зимния период много често се налага внос на електроенергия от Туркменистан и Узбекистан, защото водата замръзва, а потреблението нараства. Поради кризата, износа на енергия от тези страни е ограничен. Още повече на 24 януари 2008 г. Узбекистан спира доставката на природен газ за Туркменистан, заради закъснение в плащането му. Количеството вода в язовирите е рекордно ниско. Големият язовир Норак е спаднал с шест метра. Топенето на снаговете, което ще напълни водните басейни се очаква да започне не по-рано от края на март или началото на април.
В началото на януари 2008 г. правителството съобщава, че цената на електроенергията ще се повиши с 20% за да може да бъде изплатен дългът към Световната банка Друго повишаване на цените на електроенергията се очаква през 2010 г.
Към 13 януари 2008 много села имат електричество по 1 – 2 часа на ден, а в столицата Душанбе нощем се спира електрозахранването на жилищните квартали. На 26 януари 2008 в столицата е спряно електричеството и на местата за развлечения (ресторанти, магазини, аптеки и обществени бани), което ще доведе до фалита на много от тях преди пролетта. Малкото осветени места са на хора, притежаващи генератори, фабрики или на нелегално свързали се към електрическата система на града. Обявено е, че ограничението ще бъде премахнато на 10 февруари, но по-късно то е удължено. Ограничението не засяга офисите на правителството, болниците и някои индустриални градове като Турсунзода, в който има голяма фабрика за алуминий.
Положението се утежнява от тежката зима с температури от порядъка на -20 C. В Душанбе се съобщава за жители, които носят по няколко якета и връхни дрехи, както и че членовете на цялото семейство спят под една завивка за да могат да се стоплят. ООН оповестява, че има недостиг на хранителни продукти както за селата така и за градовете.
До средата на януари медиите в Таджикистан не дискутират проблема. Впоследствие през целия месец февруари Западни медии излъчват репертажи за деца и родилки, които умират заради прекъсването на електричеството. Правителството на Таджикистан казва, че енергийната криза не е отговрна за смъртта на децата. Правителството апелира за изпращане на международни помощи. Междувременно дипломати настояват да бъде обявено извънредно положение в страната. Тази криза повдига много въпроси относно компетентността на политическите водачи на Таджикистан.

## Киргизстан
Киргизстан също е богат на водноелектрически ресурси. Заради студеното време търсеното на електричество е с 10% по-голямо от предходната година през същия период. Запасите на главното водохранилище в Токтогул се изчерпват.

## Узбекистан
През втората половина на декември необичайно студеното време разрушава газопроводите към голям брой домакинства в Узбекистан. В резултат има голям брой демонстрации и протести срещу правителството заради несигурността при снабдяването с газ и електричество. Реакциите на правителството са противоречиви: в Каракалпакстан обещават, че ще се справят с положението, докато в същото време при оплакаване на жена от град Хазарасп, се отгаваря със спиране на снабядането с газ на всички домакинства на улицата, на която живее съответната гражданка.
В някои провинции на страната са се обърнали към традиционните начини за отопление и затова в някои села не са останали дървета, защото селяните са ги отрязали за отопление и готвене. Очаква се това да има негативен ефект върху икономиката. Дърветата се използват в коприненаната промишленост, а от продажбата на плодовете им се препитават голям брой селяни.

## Туркменистан
В някои провинции на Туркменистан селяните използват за огрев растението от вида Haloxylon ammodendron, което е традиционен източник на отопление за жителите от тези области. Растението обаче е рядко срещано и е застрешено от изчезване. В градовете отоплителните тръби са занемарени и не работят добре, а електрическите устройства са неизползваеми поради липсата на електричество.